# Walter Piston
Walter Hamor Piston, Jr., född den 20 januari 1894 i Rockland, Maine, död den 12 november 1976 i Belmont, Massachusetts, var en ledande klassisk tonsättare, musikteoretiker och professor från Förenta Staterna.

## Biografi
Piston tänkte först ägna sig åt måleri, men kom i tjugoårsåldern att intressera sig för musik, som han från 1924 studerade i Paris. Han blev 1924 lärare och senare ledare för musikfakulteten vid Harvard University. Som musikteoretiker publicerade han Principles of harmonic analysis (1933). Harmony (1941) och Counterpoint (1947). 

## Verk
- Tre symfonier
- Stråkkvartett (1946)
- Divertimento för nio instrument (1946)
- Kvintett för piano och stråkar (1949)
- Preludium och allegro för orgel och stråkar (1943)
- Konserter för orkester, piano och fiol
- Violinsonat
- Flöjtsonat
- Balett: Den trogne flöjtspelaren (1938)